# Stade Robert Champroux
Het Stade Robert Champroux is een multifunctioneel stadion in Marcory, een voorstad van Abidjan, Ivoorkust. 
Het stadion wordt meestal gebruikt voor voetbalwedstrijden; de voetbalclubs Jeunesse Club d'Abidjan, Stade d'Abidjan en Stella Club d'Adjamé maken gebruik van dit stadion. In het stadion kunnen 20.000 toeschouwers. Het stadion is gerenoveerd in 2007. 